# وزارة الإسكان (السعودية)
وزارة الإسكان السعودية سابقاً، كانت تعنى بممارسة جميع المهام والاختصاصات المتعلقة بالإسكان بما في ذلك الاختصاصات المقررة لهيئة الإسكان السعودية، كما تولت الوزارة المسؤولية المباشرة عن كل ما يتعلق بأراضي الإسكان في مختلف مناطق المملكة.
تأسست الوزارة عام 1432 هـ بأمر ملكي من الملك عبد الله بن عبد العزيز آل سعود، وجاء صدور القرار على خلفية الحاجة الملحة لتوفير الإسكان المناسب للمواطنين، ولتنفيذ الأوامر الملكية الخاصة ببناء نصف مليون وحدة سكنية لذوي الدخل المحدود. واستطاعت الوزارة في رفع معدل تملك الأسر السعودية للمساكن إلى 62.08% من إجمالي المساكن حتى منتصف 2019. وفي يوم 24 يناير سنة 2021 أَعلنت الحكومة السعودية عن ضمّ وزارة الإسكان إلى وزارة الشؤون البلدية والقروية.

## أهداف الوزارة
عملت وزارة الإسكان على رفع نسبة التملك للوحدات السكنية بما لا يقل عن 70% من نسبة السكان بحلول عام 2030. وذلك من خلال استحداثها للبرامج واللوائح المحفزة للقطاعين العام والخاص، على تيسير الحصول على سكن لفئات المجتمع المختلفة بحلول تمويلية وادخارية ملائمة للباحثين عن سكن. وتهدف الوزارة لتحفيز المعروض العقاري، ورفع الإنتاجية لتوفير المنتجات السكنية، وتحفيز تطويرها على أراضي القطاع الخاص، والأراضي الخاضعة لرسوم الأراضي البيضاء. إضافة إلى تطوير المناطق العشوائية ومراكز المدن لتنظيم الكثافة السكانية في المدن السعودية. كما عملت على تطوير الأراضي الوزارية لتحقيق استفادة المنتسبين لبرامج الدعم السكني، وتوفير خيارات التمويل السكني المناسب. إلى جانب عقد الشراكات مع القطاعين العام والخاص، لتطوير أراضي الوزارة من القطاع الخاص ومقايضة الأراضي مع القطاع العام للوصول إلى رفع مساهمة القطاع في الناتج المحلي السعودي.

## البرامج والمبادرات
سكني: برنامج بدأ في 2017، وساعد في توفير 280 ألف منتج سكني في مناطق السعودية كافة، و300 ألف منتج سكني خلال 2018،101 ألف منتج خلال 2023، وبدأ البرنامج بأربعة خيارات رئيسية للتملك، تشمل: دعم شراء الوحدات الجاهزة وتحت الإنشاء وقرض البناء الذاتي، والأراضي المجانية، وفي عام 2022 توسعت هذه المنتجات لتشمل 8 خيارات سكنية.
اتحاد الملاك: يضع هذا البرنامج الأنظمة واللوائح التي تساعد في تنظيم العلاقة بين ملاك وشاغلي الوحدات السكنية ذات الملكية المشتركة.
إتمام: مبادرة تستهدف تقديم عددًا من الخدمات الإلكترونية لتسهيل مهمة المطورين العقاريين ومساعدتهم لتطوير مشروعاتهم.
إيجار: برنامج يضع حلولًا لتنظيم العملية التأجيرية، بنحو يساعد على تطوير القطاع الإسكاني والعقاري في الدولة.
الأراضي البيضاء: نظام يفرض رسومًا سنوية على الأراضي البيضاء، بهدف ضمان منافسة عادلة على الأراضي السكنية، ويوفرها بأسعار مناسبة.
الإسكان التنموي: تعطي هذه المبادرة الفرصة لرفع مساهمة القطاع غير الربحي في الناتج المحلي الإجمالي غير النفطي ليصل إلى 5%.
البناء المستدام: يسهم البرنامج في رفع جودة المنتجات السكنية، من خلال توفير الحلول التي تساعد على تخفيض تكاليف التشغيل والصيانة وتقليل المخاطر.
المعهد العقاري السعودي: يدرّب ويؤهل الممارسين في القطاع العقاري، ويقدم بحوثًا لأفضل الممارسات العالمية.
تحفيز تقنية البناء: برنامج يساعد على خفض التكلفة، والوقت المستغرق لبناء الوحدات السكنية، مع زيادة جودتها.
شراكات: يسعى إلى بناء شركات مع القطاع الخاص لإيجاد حلول ومنشآت سكنية.
فرز الوحدات: توحيد نظام تقسيم المباني أو المجمعات إلى وحدات عقارية، وأتمتة إجراءاتها لتقليص فترة المعالجة.
وافي: يتيح شراء الوحدات العقارية قبل انتهاء مرحلة تطويرها، عن طريق عرض المشروع في صورته النهائية.

## مشاريع الوزارة
| المشروع                      | المنطقة         | المساحة     | مجموع الوحدات السكنية | الموقع                                          |
| ---------------------------- | --------------- | ----------- | --------------------- | ----------------------------------------------- |
| إسكان القريات                | الجوف           | 314,570م2   | 255                   | 17°33′13″N 44°14′18″E / 17.553724°N 44.238199°E |
| إسكان العلا                  | المدينة المنورة | 362,024م2   | 201                   | 31°21′14″N 37°19′41″E / 31.353889°N 37.328056°E |
| إسكان تبوك                   | تبوك            | 950,140م2   | 901                   | 28°29′02″N 36°27′56″E / 28.483861°N 36.465472°E |
| إسكان سكاكا                  | الجوف           | 326,191م2   | 294                   | 29°58′34″N 40°10′14″E / 29.976115°N 40.170542°E |
| إسكان المجمعة                | الرياض          | 603,250م2   | 440                   | 25°55′36″N 45°24′04″E / 25.926602°N 45.400985°E |
| إسكان البدائع                | القصيم          | 77,696م2    | 100                   | 25°54′46″N 43°47′44″E / 25.912861°N 43.795500°E |
| إسكان الأفلاج                | الرياض          | 148,688م2   | 127                   | 22°16′54″N 46°42′34″E / 22.281528°N 46.709556°E |
| إسكان حائل                   | حائل            | 2,499,160م2 | 1,040                 | 27°30′29″N 41°46′15″E / 27.508194°N 41.770750°E |
| إسكان الأحساء                | الشرقية         | 470,661م2   | 500                   | 25°18′25″N 49°30′45″E / 25.306944°N 49.512583°E |
| إسكان حفر الباطن             | الشرقية         | 1,185,000م2 | 900                   | 28°17′53″N 45°56′35″E / 28.298076°N 45.943161°E |
| إسكان شقراء                  | الرياض          | 500,000م2   | 250                   | 25°14′52″N 45°13′05″E / 25.247718°N 45.218111°E |
| إسكان عرعر                   | الحدود الشمالية | 770,000م2   | 254                   | 31°00′37″N 41°03′16″E / 31.010374°N 41.054418°E |
| إسكان الخرمة                 | مكة المكرمة     | 500,000م2   | 260                   | 21°54′10″N 42°00′21″E / 21.902888°N 42.005730°E |
| إسكان الدوادمي               | الرياض          | 1,836,780م2 | 501                   | 24°30′25″N 44°25′19″E / 24.507045°N 44.422070°E |
| إسكان النبهانية              | القصيم          | 424,779م2   | 90                    | 25°50′37″N 43°05′23″E / 25.843530°N 43.089828°E |
| إسكان عنيزة                  | القصيم          | 1,102,120م2 | 340                   | 26°03′39″N 44°05′43″E / 26.060933°N 44.095159°E |
| إسكان رفحاء                  | الحدود الشمالية | 417,490م2   | 328                   | 29°38′42″N 43°33′02″E / 29.645059°N 43.550439°E |
| إسكان الزلفي                 | الرياض          | 531,998م2   | 250                   | 26°18′31″N 44°54′56″E / 26.308749°N 44.915475°E |
| إسكان ثادق                   | الرياض          | 233,034م2   | 115                   | 25°13′26″N 45°51′44″E / 25.223955°N 45.862291°E |
| إسكان طريف                   | الحدود الشمالية | 297,000م2   | 342                   | 31°39′05″N 38°40′45″E / 31.651284°N 38.679191°E |
| إسكان رماح                   | الرياض          | 209,797م2   | 82                    | 25°31′02″N 47°11′16″E / 25.517317°N 47.187778°E |
| إسكان بريدة                  | القصيم          | 504,518م2   | 381                   | 26°22′18″N 43°51′29″E / 26.371611°N 43.858167°E |
| إسكان العيينة                | الرياض          | 526,717م2   | 316                   | 24°54′44″N 46°25′48″E / 24.912340°N 46.430025°E |
| إسكان صبيا                   | جازان           | 291,600م2   | 261                   | 17°10′18″N 42°44′22″E / 17.171611°N 42.739549°E |
| إسكان القنفذة                | مكة المكرمة     | 597,000م2   | 593                   | 19°10′43″N 41°05′04″E / 19.178641°N 41.084493°E |
| إسكان صامطة القفل            | جازان           | 150,000م2   | 162                   | 16°37′07″N 43°01′23″E / 16.618574°N 43.022972°E |
| إسكان المخواة (ناوان)        | الباحة          | 121,225م2   | 115                   | 19°33′03″N 41°09′45″E / 19.550725°N 41.162548°E |
| إسكان بيش                    | جازان           | 375,087م2   | 249                   | 17°23′05″N 42°27′34″E / 17.384704°N 42.459374°E |
| إسكان رياض الخبراء           | القصيم          | 100,008م2   | 92                    | 26°03′03″N 43°33′53″E / 26.050946°N 43.564784°E |
| إسكان الخبر                  | الشرقية         | 259,216م2   | 272                   | 26°12′33″N 50°09′25″E / 26.209254°N 50.156839°E |
| إسكان المبرز                 | الشرقية         | 198,301م2   | 116                   | 25°28′00″N 49°32′48″E / 25.466609°N 49.546641°E |
| إسكان الشنان                 | حائل            | 1,134,200م2 | 111                   | 27°13′13″N 42°26′47″E / 27.220139°N 42.446250°E |
| إسكان خيبر                   | المدينة المنورة | 238,303م2   | 149                   | 25°39′10″N 39°17′09″E / 25.652833°N 39.285750°E |
| إسكان أحد المسارحة (أبو حجر) | جازان           | 153,000م2   | 149                   | 16°40′44″N 43°01′00″E / 16.678806°N 43.016778°E |

## وزراء الإسكان منذ تأسيس الوزارة
1. الدكتور: شويش بن سعود الضويحي.[1]
2. الدكتور: عصام بن سعد بن سعيد.[19]
3. الأستاذ: ماجد بن عبد الله الحقيل.[20]